# Салліван-Сіті (Техас)
Салліван-Сіті (англ. Sullivan City) — місто (англ. city) в США, в окрузі Ідальго штату Техас. Населення — 3897 особи (2020).

## Географія
Салліван-Сіті розташований за координатами 26°16′31″ пн. ш. 98°33′52″ зх. д. / 26.27528° пн. ш. 98.56444° зх. д. (26.275217, -98.564442).  За даними Бюро перепису населення США в 2010 році місто мало площу 9,30 км², уся площа — суходіл.

## Демографія
Згідно з переписом 2010 року, у місті мешкали 4002 особи в 1058 домогосподарствах у складі 951 родини. Густота населення становила 430 осіб/км².  Було 1163 помешкання (125/км²). 
Расовий склад населення:
| - 98,7 % — білих - 0,1 % — чорних або афроамериканців - 1,1 % — осіб інших рас |

До двох чи більше рас належало 0,1 %. Іспаномовні складали 99,6 % від усіх жителів.
За віковим діапазоном населення розподілялося таким чином: 33,3 % — особи молодші 18 років, 58,9 % — особи у віці 18—64 років, 7,8 % — особи у віці 65 років та старші. Медіана віку мешканця становила 27,7 року. На 100 осіб жіночої статі у місті припадало 95,7 чоловіків;  на 100 жінок у віці від 18 років та старших — 89,8 чоловіків також старших 18 років.
Середній дохід на одне домашнє господарство  становив 32 838 доларів США (медіана — 26 688), а середній дохід на одну сім'ю — 34 148 доларів (медіана — 28 906). Медіана доходів становила 26 449 доларів для чоловіків та 22 018 доларів для жінок. За межею бідності перебувало 36,1 % осіб, у тому числі 49,0 % дітей у віці до 18 років та 19,7 % осіб у віці 65 років та старших.
Цивільне працевлаштоване населення становило 1282 особи. Основні галузі зайнятості: освіта, охорона здоров'я та соціальна допомога — 37,2 %, будівництво — 14,3 %, роздрібна торгівля — 10,9 %, мистецтво, розваги та відпочинок — 8,7 %.